# La Guadalupana, Puebla
La Guadalupana är en ort i Mexiko.   Den ligger i kommunen San Felipe Tepatlán och delstaten Puebla, i den sydöstra delen av landet, 160 km nordost om huvudstaden Mexico City. La Guadalupana ligger 576 meter över havet och antalet invånare är 194.
Terrängen runt La Guadalupana är kuperad åt nordväst, men åt sydost är den bergig. La Guadalupana ligger nere i en dal. Runt La Guadalupana är det ganska tätbefolkat, med 124 invånare per kvadratkilometer. Närmaste större samhälle är Olintla, 12,6 km öster om La Guadalupana. Omgivningarna runt La Guadalupana är en mosaik av jordbruksmark och naturlig växtlighet.